# Iso Matalajärvi
Iso Matalajärvi eller Matalajärvi är en sjö i Finland. Den ligger i kommunen Övertorneå i landskapet Lappland, i den norra delen av landet, 700 km norr om huvudstaden Helsingfors. Matalajärvi ligger 124,9 meter över havet. Arean är 33,2 hektar och strandlinjen är 4,92 kilometer lång. Sjön  ingår i Torne älvs huvudavrinningsområde. 